# 디지털 미디어 사용과 정신건강

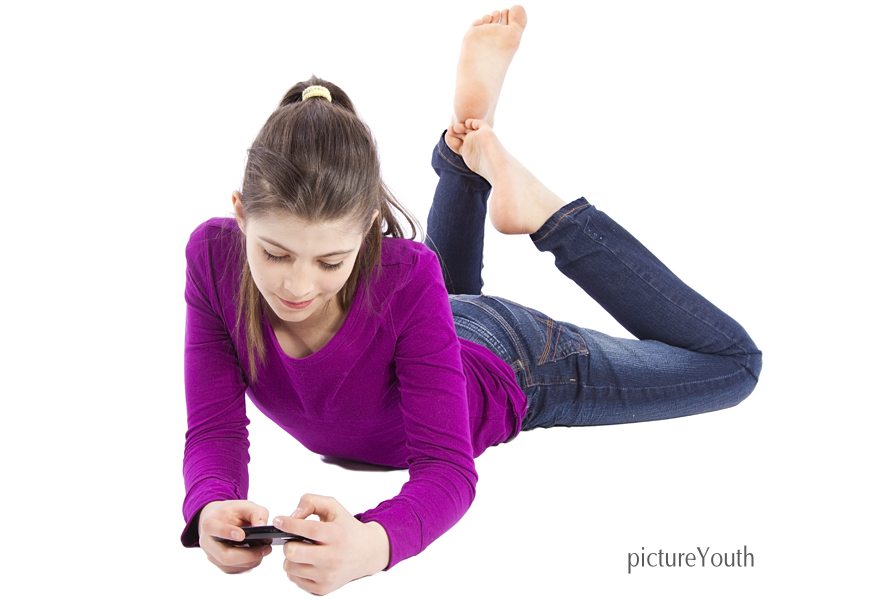
디지털 미디어 사용과 정신 건강의 상관관계는 꾸준히 연구되고 있는 주제이다.

디지털 미디어 사용과 정신 건강 사이의 관계는 특히 World Wide Web의 성장 이후 1990년대 중반부터 심리학, 사회학, 인류학 및 의학 등의 다양한 분야에서 연구되어 왔다. 기존 연구에서는 "과잉" 현상을 집중 탐구했는데, 이는 사회와 문화에 따라 다른 양상으로 나타나며 일반적으로 "디지털 중독" 또는 "디지털 의존성"으로 알려져 있다. 반대로 일각에서는 디지털 미디어가 새로운 기술적 해결책으로서 적절한 사용은 정신 건강 문제를 치료할 수도 있다는 이점을 연구했다.
디지털 미디어의 유익한 사용과 병리적인 사용 간의 명확한 경계는 아직 확립되지 않았다. 일부 전문가들은 과사용이 근본적인 정신 질환의 징후라고 생각하지만 널리 받아들여지는 진단 기준은 없다. 청소년 대상의 미디어 사용 지침이 존재하기는 하지만 아직 병적인 사용을 위한 예방 및 치료책 자체가 표준화되지 않은 실정이다. 정신 질환 구분 및 통계 매뉴얼 인 제5판(DSM-5)과 국제질병분류(ICD-11)에도 인터넷 사용과 소셜 미디어 사용에 대한 내용은 없다. ICD-11는 게임 중독에 대한 진단기준은 있지만 DSM-5는 이것도 포함하지 않는다. 전문가들은 여전히 관련 진단 기준과 그 확립 시기에 대해서 논쟁 중에 있다. 중독이라는 용어 자체에도 논란이 있다.
디지털 미디어 사용이 아동들의 사고, 상호작용 및 발달 방식에 다양한 좋고 나쁜 변화들을 가져온 것은 확실하지만, 연구원들은 정신 건강과의 인과 관계에 대해 아직 확신하지 못하고 있다. 이러한 연관성이 플랫폼과 개개인에 따라 달라지기 때문이다. 일부 대기업들은 디지털 미디어 사용의 위험성을 줄이기 위해 노력하며 방책들을 내놓고 있다.

## 개념과 역사

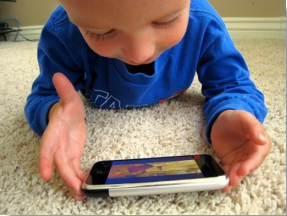
스마트폰을 사용하는 아이.

디지털 기술과 정신 건강의 연관성은 다양한 관점에서 조사되어 왔다. 우선 아동 및 청소년 발달에 주는 이점이 발견되었다. 하지만 기술 남용과 정신 건강 문제 사이의 상관관계가 나타남에 따라 연구자, 의사 뿐 아니라 대중들 역시 이에 대해 우려하고 있다.
강박적인 디지털 미디어 사용을 지칭하는 표준어는 없다. 보통 "디지털 중독", "디지털 의존성", "문제적 사용" 또는 "과다 사용" 등으로 표현된다(예: 스마트폰 중독 또는 인터넷 중독) 남용 문제는 발달, 사회, 신체 및 정신적인 부작용을 가져올 수 있으며, 심리적 의존 증후군 또는 행동 중독을 초래할 수 있다. 비록 관련 연구들은 아직까지 표준화가 부족하고 상충되는 주장들이 많지만, 특히 행동 중독과 관련된 부분은 꾸준히 언급되며 주목을 받고 있다.
인터넷 중독의 개념은 1990년대 중반부터 생겨났으며 2009년부터는 소셜 미디어 중독 역시 논의되기 시작했다. 2018 경제협력개발기구(OECD) 보고서는 아동청소년의 발달 및 교육에 있어 인터넷 사용이 주는 이점을 인정했지만, 과도한 사용은 정신적으로 부정적인 영향을 미칠 수 있다고 지적했다. 또한 2010년과 2015년 사이 취학 연령 아동의 인터넷 사용이 전반적으로 40% 증가했으며, OECD 국가마다 아동들의 사용률과 주 이용 플랫폼의 차이가 뚜렷하게 나타났음을 보고했다.
'정신 질환 진단 및 통계 매뉴얼 '은 디지털 미디어 사용문제를 공식적인 진단 범주로서 코드화하지는 않았지만, 2013년 인터넷 게임 장애를 연구 대상으로 간주하였다. 흔히 비디오 게임 중독으로 알려진 게임 장애는 ICD-11 검사에서 인정되고 있다. DSM과 ICD 검사에서 인정 여부가 상이한 이유는 전문가 의견의 차이, 각 검사에서 두는 강조점의 차이, 그리고 행동 중독을 진단할 때 동물 관찰실험의 여부가 서로 다르기 때문이다.
디지털 미디어와 관해 중독이라는 용어의 적합성에서는 의문이 제기되고 있다. 과연 기존에 쓰이던 단어로 완전히 새롭게 등장한 징후를 온전히 설명할 수 있느냐는 것이다. 또한 물질적 남용에 대한 묘사와 겹친다는 비판을 받아왔다. 만약 용어에 대한 신중한 고려 없이 함부로 썼다가는 커다란 문제를 일으킬 수 있다. 자칫 정말로 심각한 사람들의 증상을 과소평가하거나, 반대로 오히려 일반적인 수준의 디지털 미디어 사용마저 위험한 것으로 과장할 가능성이 있다.이처럼 과도한 디지털 미디어 사용을 '중독'이 아닌 단어로 표현하는 것의 필요성은 2018년 Ramon Lull 대학의 심리학자인 Panova와 Carbonell에 의해 제기되었다.
이렇게 개념 자체에 대한 합의가 부족하기 때문에 진단이나 치료 역시 표준화되거나 개발되기가 어려운 상황이다. 그런데 만약 미디어를 인식하는 대중의 막연한 불안감이 높아진다면, 인구 기반의 명확한 평가기준 확보를 방해할 뿐 아니라 그 관리 또한 어려워진다. 2019년 'JAMA 소아과'의 편집자인 Radesky와 Christakis는 리뷰를 통해 과도한 미디어 사용이 어린이의 인지, 언어, 독해력 및 사회 정서 발달을 해친다는 우려를 발표하기도 했다. 결국 전 세계 어린이들은 이미 다양한 디지털 기기를 사용하고 있으며, 그들로부터 디지털 기기를 빼앗는 것은 학습, 가족 관계 및 전반적인 발달의 영역에서 오히려 악영향을 미칠 수 있다. 그래서 이 문제는 양면적으로 접근해야만 한다.

## 문제적 디지털 미디어 사용
디지털 미디어 사용과 정신 건강 증상 사이에 연관성이 관찰되는 것은 사실이나, 인과관계가 확립된 것은 아니다. 연구자들이 발표하는 주의 사항이 언론이나 대중들에 의해 왜곡되어 퍼지기도 한다. 여성은 소셜 미디어를, 남성은 비디오 게임을 남용할 가능성이 상대적으로 높다. 이렇듯 문제적 디지털 미디어 사용은 단순히 중독으로 일반화하기 전에 좀 더 다양한 측면에서, 플랫폼별 특성을 고려하여, 구체적인 행위를 통해 평가될 필요가 있다.

### 스크린 타임과 정신건강
2000년, 미국 가정의 대다수는 적어도 한 대의 PC를 보유했으며 익년에는 인터넷 접속까지 가능해졌다. 2002년에는 미국 설문 조사 응답자 중 대다수가 휴대전화를 가지고 있다고 응답했다. 2006년 9월과 12월, 룩셈부르크와 네덜란드는 각각 아날로그에서 디지털 텔레비전으로 완전히 전환한 최초의 국가가 되었으며, 2008년 미국도 뒤따랐다. 2007년 9월, 미국 설문 조사 응답자 중 대다수는 가정에 광대역 인터넷을 가지고 있다고 보고했다. 2013년 1월 미국 설문 조사 응답자 중 대다수가 스마트폰을 소유하고 있다고 응답했다. 2015년 4월 퓨 리서치 센터가 13세에서 17세 사이의 미국 청소년 1,060명을 대상으로 조사한 결과, 이들 중 3/4 가까이 스마트폰을 소유하고 있거나 사용할 수 있다고 답했으며, 92%는 매일 온라인에 접속했으며 24%는 "거의 항상 접속해 있다"고 답했다."
2019년에는 응답 체계의 지도화를 통해, 잠재적 문제 가능성을 가진 일부 형태의 인터넷 사용이 우울증, 불안, 적대감, 공격성 및 주의력 결핍 과잉 행동 장애(ADHD)등 정신 및 행동 문제와 관련성이 있다고 제안되었다. 그러나 전문가들은 향후에도 꾸준히 연구를 설계할 수 있을 만큼 확실한 인과관계가 존재하는지 확신할 수 없었다. 디지털 미디어의 남용은 우울증 증상과 관련이 있지만, 일부 상황에서는 기분을 좋게 하기 위해 사용될 수도 있다.ADHD 증상은 대규모 연구에서 그 상관관계가 긍정적으로 검토되고 있다. ADHD의 집중력 저하 증상이 비디오 게임, 소셜 미디어, 온라인 채팅 등을 남용하는 데 영향을 줄 순 있지만, 낮은 집중력이라는 요소 자체는 디지털 미디어 사용과 큰 상관 관계가 없다. 잦은 소셜 미디어 노출은 또한 신체 이미지에 영향을 줄 수 있으며, 이는 섭식 장애, 우울증 및 불안으로 이어질 수 있다. 실제 연구에서도 ED(섭식장애)를 긍정하는 내용에 노출된 참가자 중 84%가 우울증과 불안감과 함께 섭식 장애 증상을 보였다. 또 그 중 14퍼센트만이 치료를 받았다. 자신의 증상이 도움이 필요할 만큼 심각하지 않거나, 스스로 충분히 극복할 수 있다는 생각이 장벽이 된 것이다. 이러한 결과는 소셜 미디어의 영향으로 섭식 장애를 겪는 대부분의 사람들이 도움을 받기 힘들다는 사실을 보여준다.
Chassiakos, Radesky와 Christakis는 2016년 논문에서 디지털 미디어 사용이 청소년 정신 건강에 미치는 장단점을 발표했다. 이는 소셜 미디어의 참여 시간보다 이용 방법이 더 중요하다는 점을 시사했다. 노년층의 경우 소셜네트워크서비스(SNS)를 수동적으로 소비한 사람들은 웰빙과 삶의 만족도가 떨어졌지만, 적극적 참여자들은 그렇지 않았다. 또한 해당 논문에서는 디지털 미디어 소비시간과 우울증 사이에 U자 모양의 곡선 관계가 발견됐는데, 인터넷 사용의 저단 및 고단부 모두에서 우울증의 위험이 증가했다. 2018년 중국 소셜 미디어 플랫폼 WeChat 리뷰에서는 과다 사용이 정신 건강에 미치는 영향이 발견되었다. 그러나 WeChat 사용자의 심리적 건강에 영향을 준 것은 플랫폼 이용 시간이 아니라 그 목적과 사용 패턴이었다. 영국의 연구에서는 14-24세의 청년 1479명을 대상으로 5개의 대형 소셜 미디어 플랫폼(Facebook, Instagram, Snapchat, Twitter, YouTube)이 미치는 심리적 장단점을 비교했다. 그리고 오직 유튜브만이 건강 및 생활에 관한 14가지 질문을 바탕으로 순수한 긍정적 효과가 있는 플랫폼이었다. 다른 플랫폼들은 부정적 영향을 미친다고 평가되었으며 인스타그램이 가장 심했다. 인스타그램은 자기 표현, 자아 정체성, 그리고 상호작용 측면에서는 긍정적인 영향을 끼치지만 이는 부정적 영향에 의해 압도되었으며 특히 수면, 신체 이미지, 그리고 "소외에 대한 두려움"이 문제로 발견됐다.[
2018년 임상심리학(Clinical Psychological Science)에 발표된 보고서는 미국 고등학생 506,820명을 대상으로 한 두 개의 단면 조사를 통해 디지털 미디어를 사용하는 것이 우울증 증상과 자살의 높은 비율과 관련이 있음을 발견했다. 그들은 특히 여학생들 사이에서 전자 기기와 관련된 더 많은 시간과 "비화면 활동"에 더 적은 시간이 우울증 증상과 자살 관련 결과와 관련이 있다고 결론 내렸다. 같은 간행물의 이후 보고서는 "불확실한 연구 측정, 주요 변수 간의 무시할 수 있는 상관관계, [그리고] 불충분하고 부적절한 통계 분석"을 인용하며 조사의 연구 방법론에 의문을 제기했다.
조울증과 기술 사용의 관계는 84명의 참여자들을 대상으로 실시한 인간 행동 컴퓨터 설문 조사에서 조사되었다. 이 설문조사는 스스로 보고된 기분 상태에 따라 기술 사용에 현저한 차이가 있음을 발견했다. 그 후 보고서 저자들은 양극성 장애를 가진 환자들에게 기술은 잠재적인 이점과 위해성을 가진 양날의 칼이 될 수 있다고 가정했다.
누락에 대한 두려움은 정서적 스트레스를 유발하는 파괴적인 행동 현상이다. 연구에 따르면 개인이 소셜 미디어 계정을 더 많이 가질수록 FOMO를 가질 가능성이 더 높다고 한다. 개인이 가지고 있는 계좌의 수와 개인의 불안과 우울함의 수준 사이에는 직접적인 상관관계가 있다.
민족성과 FoMO 사이에는 유의한 연관성이 없다. 즉, 소셜 미디어의 FoMO로 인한 불안과 우울증이 모든 인종에 대해 전반적으로 일관성이 있다는 것을 의미한다.
2019년에 실시된 미국의 한 연구는 청소년기의 소셜 미디어와 우울증 사이의 연관성을 발견했다. 상향식 사회적 비교에 기초해 볼 때, 이상화된 이미지에 반복적으로 노출되면 청소년들의 자존감이 떨어지고 우울증이 유발되며 시간이 지남에 따라 우울증이 심해지는 것일 수 있다. 게다가 우울증을 앓고 있는 소셜 미디어의 많은 사용자들은 잠재적으로 그들이 선택하는 정보의 특성(예: 자존감 문제에 관한 블로그 게시물)으로 인해 소셜 미디어에 소비되는 시간에 더 부정적인 영향을 받는 것으로 보이며, 결과적으로 우울증을 잠재적으로 유지하고 강화한다.
2019년 2월, 실험 심리학자 에이미 오벤과 앤드류 K. 프리지빌스키는 상관관계 증거를 검토하기 위해 자연 인간 행동의 총 355,358명의 피험자를 포함하는 미래 모니터링 조사, 밀레니엄 코호트 연구 및 청소년 위험 행동 감시 시스템의 데이터에 대한 규격 곡선 분석을 발표했다. 청소년 복지에 대한 디지털 기술의 부정적 영향과 디지털 기술 사용이 편차의 0.4%에 불과했으며, 이와 같이 작은 변화에도 공공 정책 변경이 필요하지 않았으며, 과학 및 공공 담화에서 디지털 스크린 시간에 대한 가중치가 초과된다는 것을 발견했다. 2019년 5월에 Orben과 Przybylski는 시간 사용 가계부 연구를 포함한 아일랜드, 미국 및 영국의 17,247명의 피험자를 포함한 국가 대표 표본 3개의 후속 사양 곡선 분석을 발표했으며 상당한 부정을 위한 증거를 거의 찾지 못했다.디지털 화면 참여와 청소년 웰빙에 대한 소급적 연관성, 그리고 회고적 자기 이해와 시간 가계부 사이의 상관관계가 너무 낮아서 소급적 자기 이해는 유용하지 않다고 지적했다.
2020년 2월 심리학의 프론티어스는 심리학자 장 트웬지의 2019년 5월 연구논문을 실었다. Blake, Jonathan Haidt, W. Keith Campbell은 시간 일지와 함께 측정된 화면 시간과 청소년 웰빙 사이에 의미 있는 연관성이 없다는 분석 결과에 주목했다(예: 주로 디지털 미디어 활동에 대한 선형 상관 관계에 의존).관계의 크기를 상당히 줄였고 Orben과 Przybylski가 인용한 데이터 세트는 우울증과 소녀들을 위한 소셜 미디어의 과도한 사용 사이의 명확하고 실질적인 관계를 보여준다고 지적한 모든 유형의 스크린 시간을 결합하는 대신, 타이(tie)(트윈지와 하이트의) rch by.
2020년 4월, Nature Human Behaviature는 Twenge, Haidt, Thomas Joiner 및 Campbell의 2019년 2월 연구에 대한 응답을 발표했는데, 이는 Orben과 Przybylski도 마찬가지로 6가지 분석 결정을 내렸으며, 모든 유형의 화면 시간을 결합하고 데이터를 성별에 의해 분리하지 않았다. 소셜 미디어, 인터넷 사용, 게임, 문자, 비디오 채팅 등 비TV 디지털 미디어의 주당 시간 항목)은 분석의 효과 크기를 낮췄다. 대신 분석에 포함된 세 데이터 세트 모두에 소셜 미디어의 사용량이 많은 것이 일관되게 없음과 관련이 있음을 나타내는 데이터가 포함되어 있다.여자아이들에 대한 사소한 부정적인 정신 건강 결과, 다른 연구원들이 타당한 대안을 찾지 못한 미국과 다른 나라 소녀들 사이에서 우울증, 불안, 자해, 자살의 증가율을 고려하면, 대신에 스크린 타임 연구가 과학에서 무시되어서는 안 된다고 결론짓는다.과학적이고 공개적인 담화
2019년에 발표된 리뷰의 체계적 조사 결과, 증거는 주로 낮은 품질에서 중간 품질까지 스크린 타임과 "지방, 건강하지 못한 식단, 우울증상 및 삶의 질"을 포함한 다양한 건강 문제와의 연관성을 보여주었다. 그들은 또한 디지털 미디어를 적당히 사용하는 것이 우울증과 전반적인 웰빙 모두에서 발견되는 곡선 관계인 사회 통합 측면에서 젊은이들에게 이득이 될 수 있다고 결론 내렸다.
중국의 도시 청소년들을 대상으로 한 연구에 따르면, 중국의 청소년들 중 4분의 1 이상이 하루에 2시간 이상의 스크린 시간에 노출되었다고 한다. 그들은 스크린 시간과 신체 활동이 정신 건강과 독립적으로 연관되어 있다는 것을 발견했다. 특히, 스크린 시간의 증가와 신체 활동의 감소는 우울증 불안 증상과 생활 불만족 증세를 증가시켜 정신 건강 생산성에 추가적인 위험을 초래했다
전문가와 비정부기구(NGO)가 2018년 영국 의회 위원회에 보고한 지금까지의 "최고의 품질" 증거로 기술되었다. - 디지털 미디어의 과다 사용을 방지하고 지나치게 적은 디지털 미디어의 사용을 피하는 것은 2017년 영국의 대규모 연구는 "최고의 품질" 증거로 설명되었다. 이 연구는 적절한 디지털 미디어 사용은 부정적인 영향이 거의 없을 수 있으며, 웰빙 측면에서 일부 긍정적인 연관성이 있을 수 있다는 결론을 내렸다.
2019년 The Lancet Child & Ad청소년 Health의 연구는 소녀들의 소셜 미디어 이용과 괴롭힘, 수면 감소, 운동 노출 증가 사이의 관계를 보여주었다.
2018년 8월, 수면 의학 리뷰는 정신과 의사인 웨이즈 찬(Waisze Chan)의 메레디스 P(Meredith P)의 메타 분석을 발표했다. 2008년 이후 발표된 67개 연구의 Levsen, and Christina S. McCrae는 불면증 진단을 받은 사람들 중 다단계 무작위 효과 모델이 비만이 될 확률이 비만이고 불면증 진단을 받지 못할 확률보다 유의미하지 않은 반면 작지만 단면적인 상관관계를 보였다.에서 불면증 증상과 체질량 지수 사이에 발견된 세로 방향 데이터는 비만에서 미래에 불면증 증상이 나타나는 것이 비흡연자 중에서 두드러지게 크지 않다는 것을 보여주는 3가지 연구로 제한되었고, 연구는 결론을 내지 못했다.
2019년 5월 수면의학(Sleep Medicine)은 15세 미국 청소년 2865명을 대상으로 수면시간과 불면증 증세, 소셜메시징, 웹서핑, TV, 영화 시청, 게임, 우울증 시스템 등을 정량화한 연구 결과를 발표했다. 연구원들은 15세 화면 시간, 수면, 우울증 증상의 연관성을 확인하기 위해 9세에 우울증 증상을 통제하면서 다중 중재 모델을 구축했고, 구조 방정식 모델링을 통해 사회적 메시지, 웹 서핑, 텔레비전과 영화 시청에 대한 연관성이 세 가지 수면 변수라는 것을 발견했다. 게임 중 수면 변수는 게임과 우울증 증상 간 연관성의 38.5%만을 차지하면서 화면 시간과 우울증 증상 사이의 긍정적 연관성을 완전히 매개하였다.
2019년 11월, 정신과학 리서치는 2017 청소년 위험 행동 조사(Youth Risk Behavior Survey) 이후 14~18세 미국 청소년 14,603명을 대상으로 수면 부족과 수면 부족에 대한 연관성을 조사한 전국 대표 표본을 발표했다. 과한 화면시간 행동을 각각 결과 및 설명변수로 파악한 결과, 과도한 화면시간 행동을 하는 청소년이 수면 부족(다른 모든 예측변수 대비)을 받을 확률은 1.34배(아돌의 74.8%)로 나타났다.조사 대상자의 평균 취침시간은 8시간 미만이고 43%는 과도한 화면행태에 노출되었다.
2019년 12월, 거식증과 체중 장애 – 거식증, 폭식증, 비만에 관한 연구 - 2016년 국민건강영양조사(National Health and Nutrition Survey)에서 멕시코 성인 6,419명을 대상으로 수면시간, 불면증 증상, 텔레비전 스크린 시간, 총 화면 시간, 신체활동 정도 등의 차이를 자체 보고한 표본 조사 결과를 발표했다. 참가자를 분류하는데 사용된 지수에 따르면, 각각 과체중과 비만으로 분류된 참가자의 39%와 37% 중, 텔레비전 화면 시간, 총 화면 시간, 수면 시간, 신체 활동이 과체중 또는 비만에 상당한 상관 관계가 있으며, 비만 II와 비만 III 참가자는 평균 30분을 소비한다.화면 앞에 있는 정상 체중 참가자보다 나이가 많고 비만 II는 평균 수면 시간이 30분 감소하고 비만 III는 신체 활동에 참여할 가능성이 낮다.
2020년 2월, 수면 의학 리뷰는 화면 시간이나 움직임 행동(정주 활동 대 신체 활동)과 5세 미만 아동의 수면 결과 사이의 연관성을 검사하는 31개 연구의 체계적 리뷰를 발표했으며, 이는 G를 수행한 것이다.연령별로 계층화된 피험자를 대상으로 한 권장사항 평가, 개발 및 평가의 평가, 화면 시간은 5세 미만 아동의 열악한 수면 결과와 관련이 있다. 메타 분석은 이동 행동 증거가 혼합된 상태에서 2세 미만 아동의 좋지 않은 수면 결과만 확인하지만 물리적 실체는 확인하였다.1~4세 어린이들 사이의 tivity와 야외 놀이는 호의적이었다.

### 주의력 결핍 과잉행동장애(ADHD)/자기애성인격장애(NPD)
2014년 9월, 발달 심리학 분야에서 미디어 사용과 아동청소년의 ADHD 간 관계를 조사한 45개 연구의 메타 분석이 발표되었는데, 이는 작지만 중요한 지점을 찾아냈다. 2016년 3월, Frontiers in Psychology는 중등학생 이후 페이스북 사용자 457명을 대상으로 ADHD 증상의 심각도가 페이스북 이용률과 통계적으로 유의미한 상관관계를 보인다는 설문조사를 발표하였다.자동차를 운전하는 동안 그리고 운전하는 동안 페이스북을 사용하려는 충동이 여성 사용자들보다 남성 사용자들 사이에서 더 강했다. 2018년 6월 아동청소년서비스리뷰는 이탈리아 북부 피에몬트와 롬바르디아 지역의 청소년 페이스북 사용자 283명을 대상으로 ADHD 증세가 높다고 보고한 청소년이 페이스북 중독을 긍정적으로 예측하고 지속적으로 부정적인 반응을 보인다는 회귀 분석 결과를 발표했다.ADHD 증상과 더불어 "문제적인 소셜 미디어 사용"으로 알려진 심리적 의존성의 제안된 카테고리의 발현을 추가로 증가시키면서, 현재 행동과 미래 목표 달성에 대한 지향에 의해 영향을 받지 않고 미리 결정된다는 udes."
2018년 7월 미국 의학협회 저널은 15세, 16세 미국 청소년 3051명(편의 표본 추출로 캘리포니아주 로스앤젤레스 카운티 10개 중등학교에서 모집)을 대상으로 두 달 동안 고주파 디지털 미디어 14개 활동에 참여하는 종적 코호트 조사를 발표했다. 고주파에서 사용되는 평균 3.62개의 현대 디지털 미디어 활동과 후속 조치에서 ADHD 증상의 훨씬 높은 빈도와 긍정적인 상관관계가 있는 기준선에서 ADHD의 유의미한 증상이 없었다. 기준에서 고주파 디지털 미디어 활동이 없다고 보고한 495명 중 4.6%는 후속 조치에서 ADHD 증상을 보이는 평균 비율이 4.6%였고, 7개의 고주파 활동을 보고한 114명은 평균 비율이 9.5%였고, 51명은 14개의 고주파 활동이 있는 평균 비율이 10.5%였다(통계적으로 유의하지만 중간 연관성은 낮았다).e 디지털 미디어 사용 빈도가 높고 ADHD의 후속 증상).
2018년 10월, PNAS USA는 아동과 청소년의 스크린 미디어 사용과 ADHD 관련 행동의 관계에 대한 40년간의 연구 결과를 체계적으로 리뷰한 결과, 아동 미디어 사용과 ADHD 관련 행동 사이에는 통계적으로 작은 관계가 존재한다고 결론 내렸다. 2019년 4월, PLOS One은 3,322명의 캐나다 아동의 부모가 보고한 스크린 타임 사용에 대한 세로 방향 출생 코호트 연구 결과를 발표했고, 스크린 타임 하루 30분 미만의 아동과 비교하여, 하루에 스크린 타임 2시간 이상의 아동이 7.7배 더 높은 충족 위험을 가진다는 것을 발견했다.ng ADHD 기준.2020년 1월 이탈리아 소아과학 저널은 중국 우시(Wuxi)의 42개 유치원에 다니는 3~6세 아동 1,897명을 대상으로 한 단면 연구를 발표했는데, 이 연구는 또한 하루에 1시간 이상의 스크린 타임이 ADHD의 발달에 대한 위험이 증가했음을 발견했다(그리고 ADHD의 관련성 발견과 유사성을 지적했다).g 스크린 타임 및 자폐증의 발달).
2018년 7월, Popular Media의 심리학에 발표된 메타 분석 결과, 웅장한 나르시시즘은 소셜 미디어에 소요된 시간, 상태 업데이트 빈도, 친구 또는 팔로워 수, 그리고 자화상 디지털 사진을 게재하는 빈도와 긍정적인 상관관계가 있는 것으로 나타났다.ril 2018에서는 플랫폼(Facebook, Twitter 등) 전반에 걸쳐 웅장한 나르시시즘과 소셜 네트워킹 서비스 이용 간의 긍정적 상관관계가 복제되었다. 2020년 3월, Journal of Adult Development(성인 개발 저널)는 1977년부터 1990년까지와 1991년부터 2000년까지 태어난 연령 코호트 사이의 자아도취와 페이스북 사용 차이를 조사한 Millennial Facebook 사용자 254명을 대상으로 회귀 불연속 분석을 발표한 결과, 두 가지 모두에서 월등히 높은 점수를 얻었다. 2020년 6월, 중독성 행동(Addictive Behaviations)은 거창한 자아도취와 문제가 있는 소셜 미디어 사용 사이의 일관되고 긍정적이며 중요한 상관관계를 찾아내는 체계적인 리뷰를 발표했다. 또한 2018년에 사회심리학자 Jonathan Haidt와 FIRE 사장 Greg Luckianoff는 The Coddling of the American Mind에서 션 파커 전 페이스북 사장이 2017년 인터뷰에서 페이스북 좋아요 버튼은 사용자가 사회적 검증 피드백의 일부로 도파민 러시를 느끼고 싶어한다는 것을 의식적으로 고안했다고 언급했다.k 루프".

### 질환의 범주로 제안된 경우
DSM-5 태스크 포스는 게임 장애를 향후 연구(인터넷 게임 장애의 서브셋)를 보장하는 것으로 간주해 왔으며, ICD-11. Iarseth와 동료들에 의해 이러한 포함에 대한 우려가 제기되었으며, 특히 헤비게이머의 낙인찍기에 대한 우려가 제기되었다.
크리스타키스는 인터넷 중독이 "21세기 유행병"일지도 모른다고 주장했다. 2018년에 그는 아동 인터넷 남용이 "[...] 아동에 대한 통제되지 않은 실험"의 한 형태일 수 있다고 논평했다.인터넷 남용의 유병률에 대한 국제 추정치는 국가별로 뚜렷한 차이를 보이며 상당히 다양했다. 2014년 31개 국가에 대한 메타 분석 결과, 전 세계적으로 6%의 점유율을 보였다.2018년 Musetti와 동료들은 인터넷이 도구가 아닌 사회적 환경으로서 현대 사회에서 필요성과 보편성 측면에서 다시 평가하여 인터넷 중독 모델의 개혁을 요구하였다.
일부 의료 및 행동 과학자들은 "소셜 미디어 중독"에 대한 진단을 다음 업데이트 정신 질환 진단 및 통계 매뉴얼에 추가할 것을 권장한다. 2015년 리뷰에서는 기본적인 심리적 요구와 소셜 미디어 중독 사이에 가능한 연관성이 있다고 결론 내렸다. "소셜 네트워크 사이트 사용자들은 피드백을 찾고, 즉시 수백 명의 사람들로부터 피드백을 받는다. 플랫폼이 사용자를 '연결'시키도록 설계되었다는 주장이 제기될 수 있다."
사이버 성 중독으로도 알려진 인터넷 성 중독은 개인의 신체적, 정신적, 사회적, 그리고/또는 재정적 행복에 심각한 부정적인 결과를 초래하는 가상 인터넷 성행위로 특징지어지는 성 중독으로 제안되어 왔다. 문제가 있는 인터넷 사용의 한 형태로 간주할 수 있다.

### 관련 현상

#### 온라인 도박 중독
2015년 리뷰에서는 비인터넷 도박꾼에 비해 인터넷 도박꾼의 약물 사용량과 정신 건강 관련 질병 비율이 높다는 증거를 발견했다. 그러나 원인은 밝혀지지 않았다. 그 리뷰는 인터넷 도박꾼들과 지상 도박꾼들 사이에 코호트에 차이가 있을지도 모른다고 가정한다.

#### 사이버불링
소셜 미디어나 다른 전자 수단을 이용한 사이버 괴롭힘, 왕따 또는 괴롭힘은 정신 건강에 영향을 미치는 것으로 나타났다. 희생자들은 자존감이 낮고, 자살 충동이 증가하며, 평소 취미생활에 대한 동기부여가 감소하며, 겁먹거나, 좌절하거나, 화가 나거나, 불안해하거나 우울해하는 등 다양한 감정적 반응을 보일 수 있다. 이 피해자들은 또한 친구나 가족들로부터 거리를 두기 시작할지도 모른다.
EU Kids Online 프로젝트에 따르면, 8-16세 아동의 유럽 7개국 사이버 괴롭힘 발생률은 2010년과 2014년 사이에 8%에서 12%로 증가했다. 미국과 브라질에서도 비슷한 증가세가 나타났다.

#### 미디어 멀티태스킹
일반적으로 미디어 멀티태스킹으로 알려진 여러 디지털 미디어 스트림을 동시에 사용하는 것은 우울증 증상, 사회적 불안, 충동성, 감각 추구, 사회적 성공 및 신경증 등과 관련이 있는 것으로 나타났다. 2018년 리뷰에서는 문헌이 희박하고 결론은 나지 않지만, 전반적으로 헤비미디어 멀티태스커가 여러 인지 영역에서 성능이 떨어진다는 것을 발견했다. 저자 중 한 명은 "미디어 멀티태스킹이 주의력과 메모리에 변화를 일으킨다는 것을 명확히 보여주지 않는다"고 언급했기 때문에 디지털 미디어에서 멀티태스킹을 하는 것은 비효율적이라고 주장할 수 있다.

### 진단과 치료
문제가 있는 디지털 미디어 사용에 대한 엄격한 증거 기반 평가는 아직 포괄적으로 확립되지 않았다. 이는 부분적으로 다양한 구조에 대한 합의가 부족하고 치료의 표준화가 부족하기 때문이다.미국 소아과학회(AAP)는 부모들이 더 안전하게 전자 기기와 미디어를 사용하는 것을 평가하고 구조화하는 것을 목적으로 패밀리 미디어 플랜을 개발했다. 그것은 엔터테인먼트 스크린 시간을 하루에 2시간 이하로 제한할 것을 권고한다. 캐나다 소아 학회도 유사한 지침을 만들었다. 심리학자인 퍼거슨은 이것들과 다른 국가 가이드라인이 증거에 기초하지 않는다고 비판해 왔다. 2017 유니세프 연구 문헌 리뷰에서 인용된 다른 전문가들은 스크린 시간 제한을 자의적으로 적용하기 보다는 잠재적인 근본적인 문제를 해결할 것을 권고했다.
병리학적 인터넷 사용을 평가하기 위한 다양한 방법론이 개발되었으며, 대부분 자가 보고 설문지였지만, 어느 것도 일반적으로 금본위제로 인정되지 않았다. 게임 장애에 대해, 미국 정신의학 협회와 세계보건기구)는 진단 기준을 발표했다.
인지 행동 치료와 치료에 대한 가족 기반 중재의 효과에 대한 일부 제한된 증거가 있다. 무작위 대조군 시험에서 의약품은 효과가 없는 것으로 나타났다. 2016년 청소년 901명을 대상으로 한 연구는 명상이 문제가 되는 인터넷 사용을 예방하고 치료하는 데 도움이 될 수 있다고 시사했다. 2019년 영국 의회 보고서는 부모의 참여, 인식 및 지원이 젊은이들을 위한 "디지털 복원력"을 개발하고 온라인 상의 위해 위험을 식별 및 관리하는 데 필수적인 것으로 간주했다. 일부 국가에서는 치료 센터가 급증하고 있으며, 중국과 한국은 디지털 의존을 공중 보건 위기로 취급하여 전국에 각각 300개 및 190개 센터를 개설했다. 다른 나라들도 치료 센터를 열었다.
NGO, 지원 단체 및 옹호 단체들은 성문화된 진단이 있든 없든 미국아동청소년정신과학아카데미를 포함한 디지털 미디어를 과도하게 사용하는 사람들에게 자원을 제공한다.

## 정신 건강적 장점
정신 질환을 앓고 있는 개인은 소셜 미디어를 통해 사회적 연줄을 형성할 수 있으며, 이는 온라인 커뮤니티에 사회적 포함감을 조성할 수 있다. 정신 질환 환자는 안전한 공간에서 개인적인 이야기를 공유할 수 있을 뿐만 아니라 대처 전략을 개발하기 위한 동료의 지지를 받을 수 있다.
정신질환자는 오명을 피하고 소셜미디어를 통해 자신의 정신건강 상태에 대한 더 많은 정보를 얻는 것으로 보고될 가능성이 높다. 이것은 건강에 좋지 않은 영향, 잘못된 정보, 전통적인 정신 건강 매체에 대한 접근 지연의 위험과 함께 온다.
다른 혜택은 LGBTQ뿐만 아니라 질병이나 장애에 특정한 커뮤니티를 포함한 지원 온라인 커뮤니티와의 연결을 포함한다.IA 커뮤니티. 젊은 암 환자들은 온라인 커뮤니티에 참여함으로써 대처 능력이 향상되었다고 보고하였다. 의료 소통을 위한 소셜 미디어 사용에는 오명을 줄이고 환자와 의료 전문가 사이의 대화를 촉진하는 것이 포함된다.
또한, 아이들에게 디지털 미디어 사용의 교육적 혜택은 잘 확립되어 있다.

## 기타 규율

### 디지털 인류학
University College London의 Daniel Miller는 디지털 인류학, 특히 전 세계 일반인들의 일상 생활의 일부로서 소셜 미디어와 스마트폰의 사용과 결과에 대한 인종학적 연구에 기여했다. 그는 소셜 미디어의 효과가 개별 장소와 문화에 매우 특별하다고 지적한다. 그는 "비전문가가 이 이야기들을 피상적이라고 치부할 수도 있다"고 주장한다. 그러나 인류학자는 디지털 기술의 각 용도를 넓은 사회적, 문화적 맥락에서 공감대 있게 탐구하면서 이러한 기술을 진지하게 받아들이고 있다."
디지털 인류학은 인간과 디지털 시대 기술의 관계를 연구하는 개발 분야이다. 이는 단순히 기술적 변화를 관찰하는 것이 아니라 윤리적, 사회적 범위 측면에서 논쟁을 고려하는 것을 목적으로 한다. 디지털 분석가이자 인류학자인 Brian Solis는 2018년에 다음과 같이 말했다. "우리는 디지털 중독자가 되었다. 이제는 기술이 우리를 통제하지 못하게 할 때이다."

### 디지털 사회학
디지털 사회학은 설문 조사, 인터뷰, 포커스 그룹 및 인종 조사를 포함한 여러 가지 조사 방법론을 사용하여 디지털 미디어를 활용하는 방법을 탐구한다. 디지털 인류학과 교차하며 문화지리를 연구한다. 또한 "이러한 기술, 온라인 포르노에 대한 접근, 사이버 왕따 또는 온라인 성적 약탈"을 남용하는 젊은이들에 대한 오랜 우려와 맥락을 조사한다.
2012년 터키의 단면적 사회학 연구는 2,698개 과목의 종교 수준과 관련된 인터넷 사용 패턴의 차이를 보여주었다. 종교성이 증가함에 따라 인터넷 사용에 대한 부정적인 태도가 증가했다. 신앙심이 깊은 사람들은 주로 정보를 찾는 등 다양한 인터넷 사용 동기를 보였다. 말레이시아 사춘기 학생 1,296명을 대상으로 한 연구는 여성의 종교성과 인터넷 중독 경향 사이에 반비례 관계를 찾았지만, 남성은 그렇지 않았다.
2018년 네이처에 발표된 리뷰에서는 저소득층이 고소득층 젊은이와 비교해 디지털 기기를 사용하는 시간이 최대 3시간 이상 늘어날 수 있다는 점을 언급하며 사회 경제적 배경에 따라 온라인 경험이 다를 수 있다는 점을 고려했다. 그들은 이미 정신 질환에 취약한 저소득 청년이 온라인 활동에 더 소극적일 수 있으며, 부정적인 피드백에 더 민감하고 디지털 미디어 사용을 자체 규제하는 데 어려움을 겪을 수 있다는 이론을 세웠다. 그것은 이것이 위험에 처한 젊은이들과 다른 젊은이들 사이의 새로운 형태의 정보격차일 수 있으며, 이미 취약한 집단들 사이에서 정신질환의 위험이 증폭되고 있다는 결론을 내렸다.

### 신경과학
Dar Meshi와 동료들은 2015년에 "신경과학자들이 사회 인지 과정에 대한 새로운 통찰력을 얻기 위해 유비쿼터스 소셜 미디어 사용을 활용하기 시작했다"고 언급했다. Nature에서 발간된 2018년 신경과학 리뷰에 따르면 감정 처리에 관여하는 뇌 부위인 편도체의 밀도는 청소년의 오프라인 및 온라인 소셜 네트워크 크기와 관련이 있다. 그들은 이것과 다른 증거가 "오프라인과 온라인, 그리고 두뇌 발달 사이의 실제 사회 경험 사이의 중요한 상호작용을 시사한다"고 간주했다. 저자들은 소셜 미디어가 다른 사람들과의 사회적 유대감, 평판 구축, 인상 관리, 온라인 자기 표현 등과 같은 다른 사람들에 대한 사람들의 인상을 관리할 수 있는 이점을 가질 수 있다고 가정했다. 이 보고서는 "소셜 미디어가 자신과 타인에 대한 자기 개념과 기대에 어떻게 영향을 미칠 수 있는지에 대한 발달의 티핑 포인트"라고 밝히고 청소년기의 디지털 미디어 사용과 두뇌 발달 이면에 있는 신경과학에 대한 추가 연구를 촉구했다. 뇌 영상촬영 양식이 연구 중이지만, 개별 연구의 신경과학 연구 결과는 다른 행동 중독과 마찬가지로 향후 연구에서 복제되지 않는 경우가 많다. 2017년 기준으로, 과도한 디지털 미디어 사용을 초래할 수 있는 정확한 생물학적 또는 신경 프로세스는 알려져 있지 않다.

## 디지털 정신건강 돌봄서비스

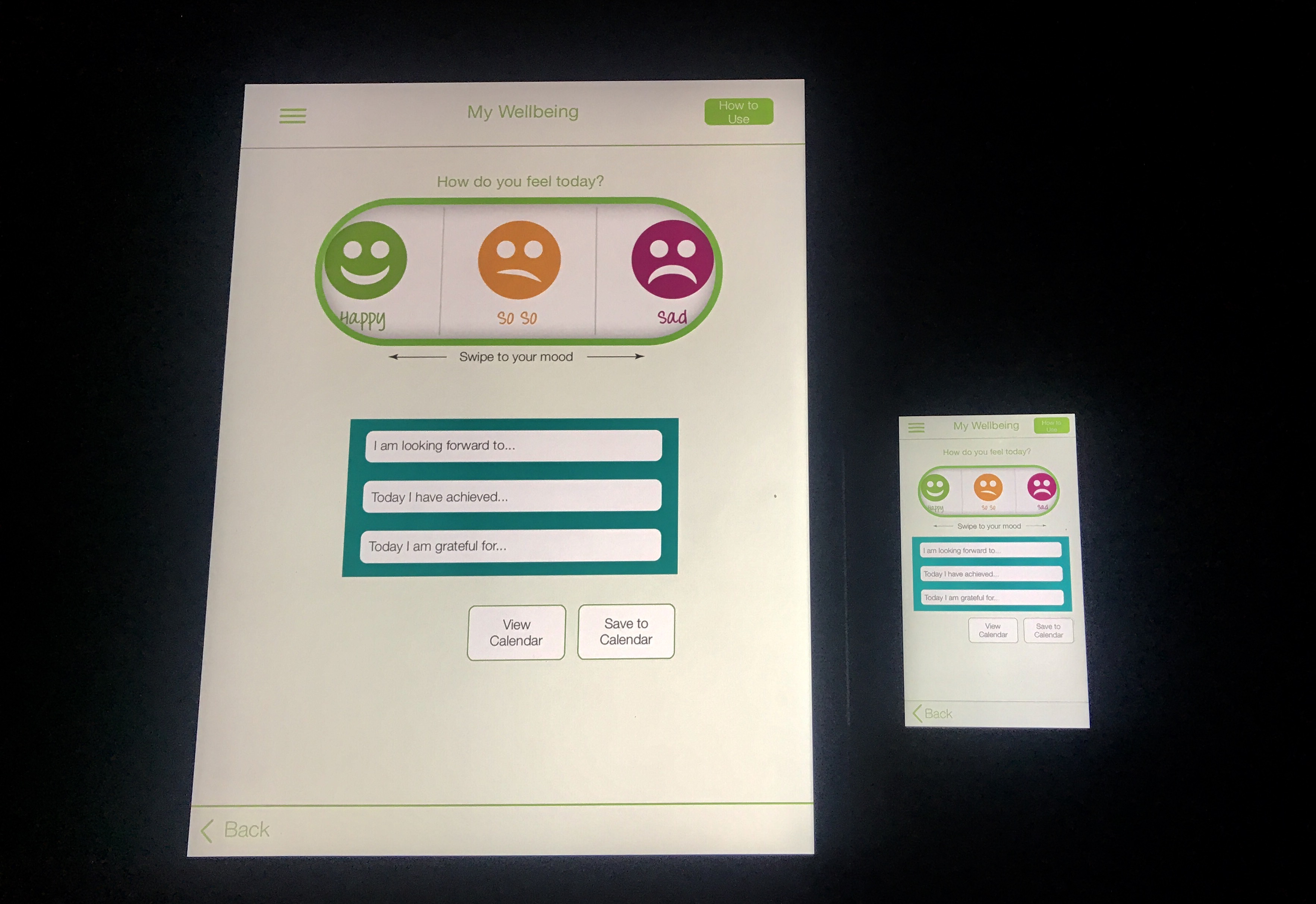
'웰마인드'는 스마트폰 앱을 기반으로 한 영국의 전국민 건강 돌봄서비스이다.

비록 그것이 지속적인 논란의 주제가 되어 왔지만, 디지털 기술은 또한 정신 건강 관리를 온라인으로 제공할 수 있는 기회를 제공했다. 우울증과 불안감에 대한 컴퓨터화된 인지 행동 치료에서 이점이 발견되었다. 젊은이들의 디지털 건강 중재에 대한 연구는 예비적이며, 메타 리뷰는 연구 방법론의 문제로 인해 확고한 결론을 도출할 수 없다. 한 검토에 따른 잠재적 유익성에는 "임상 환경 외부의 관리에 대한 지속적이고 지속적인 접근을 장려하는 이동 통신의 유연성, 상호작용성 및 자발적 특성"이 포함된다. 명상에 기반한 온라인 개입은 정신 건강에 작은 - 보통 수준의 이점을 제공하는 것으로 나타났다. 심리적 스트레스 감소에 가장 큰 효과의 크기가 발견되었다. 또한 우울증, 불안, 그리고 웰빙에 관한 이점들이 발견되었다. 스마트폰 애플리케이션은 많은 정신 건강 영역에서 급증하고 있으며, 2016년 리뷰에는 인식 행동 치료를 장려하고 불안과 기분을 모두 해결하는 "증명할 정도로 효과적인" 권장 사항이 열거되어 있다. 그러나 이 리뷰는 디지털 앱에 의해 제공될 때 권고사항의 효과를 검증하기 위해 더 무작위적으로 통제된 시험을 요구했다.
랜싯의 2018년 세계정신보건지속가능성보고서는 기술의 장점과 단점을 모두 평가했다. 그것은 정신 건강, 특히 공교육, 환자 선별, 치료, 훈련과 감독, 그리고 시스템 개선에 있어 기술의 역할을 고려했다. 2019년 미국 국립생명공학정보센터의 Front Psychiology에 발표된 연구는 많은 정신 건강 앱의 확산에도 불구하고 그 효과에 대한 과학적 근거의 "동등한 확산"은 없었다고 말한다."
하버드 비즈니스 리뷰에 기고하고 있는 스티브 블루먼필드와 제프 레빈 셔즈는 "대부분 발표된 연구들은 전화 정신 건강관리가 우울증, 불안, 강박장애를 치료하는 데 있어 직접 진료만큼 효과적이라는 것을 보여준다"고 주장한다. 보훈처와 함께 행해진 2020년 연구도 이것의 증거로 인용한다.

## 연관 산업과 정책
여러 기술 회사가 플랫폼의 과도한 사용으로 인한 부작용을 완화하기 위한 변화를 구현했으며, 일본, 중국 및 한국의 입법 및 규제 노력이 상호 관련 문제를 해결하기 위해 제정되었다.
페이스북은 지난해 12월 소셜네트워크서비스(SNS)의 수동적 소비가 정신 건강에 해로울 수 있다는 사실을 인정했지만 적극적 참여는 긍정적인 영향을 미칠 수 있다고 밝혔다. 2018년 1월, 사용자 참여도를 높이기 위해 대대적인 변화를 단행했다. Facebook의 당시 글로벌 담당 책임자인 Nick Clegg는 Facebook과 정신 건강 문제에 대한 비판에 대응하여 2019년 1월에 "이러한 환경을 온라인에서 특히 청소년들에게 더욱 안전하게 만들기 위해 필요한 모든 조치를 취할 것"이라고 밝혔다. 페이스북은 국제사회에 무거운 책임을 인정하고 각국 정부의 규제를 요청했다. 2018년에 Facebook과 Instagram은 제품의 남용을 도울 수 있는 새로운 도구를 발표했다.2019년, 중독의 측면에서 한 연구에서 특별히 조사된 인스타그램은 캐나다에서 "좋아요"의 수를 숨기고 "덜 부담스러운" 환경을 만들기 위해 사진과 비디오가 받은 것을 보기 위해 플랫폼 변경을 테스트하기 시작했다.그런 다음 호주, 이탈리아, 아일랜드, 일본, 브라질 및 뉴질랜드에서 이 실험을 계속한 후 그 해 11월에 전 세계로 실험을 확대했다. 이 플랫폼은 또한 사이버 왕따에 대응하기 위해 인공지능을 개발했다.
중국 문화부는 이르면 2006년부터 게임과 인터넷 관련 장애를 해결하기 위해 여러 공공 보건 활동을 시행해 왔다. 2007년에는 미성년자를 대상으로 '온라인 게임 중독 방지 시스템'을 시행하여 하루 3시간 이하로 제한하고 있다. 미래부는 2013년 청소년 온라인 게임중독 종합예방계획(안)을 마련해 진단방법 및 치료법 연구 등을 공포했다. 2018년 중국 교육부는 온라인 게임에서 미성년자가 보내는 시간을 추가로 제한하기 위해 새로운 규정이 도입될 것이라고 발표했다. WeChat의 소유자이자 세계 최대의 비디오 게임 게시자인 Tensent는 아이들이 온라인 게임 중 하나를 하는 데 소비할 수 있는 시간을 12세 이하 어린이의 경우 하루에 1시간, 13-18세 어린이의 경우 하루에 2시간으로 제한했다.
2018년 알파벳은 애플리케이션 사용에 대한 타이머를 설정할 수 있는 대시보드 앱을 포함한 안드로이드 스마트폰용 업데이트를 출시했다. Apple Inc.는 타사 애플리케이션을 구입하여 iOS 12에 통합하여 "스크린 시간"을 측정했다. 저널리스트들은 사용자와 부모를 위한 이러한 제품의 기능과 더불어 이러한 제품을 소개하려는 회사의 동기에 대해 의문을 제기했다. 알파벳은 또한 정신 건강 전문가인 Quartet에 투자했다. Quartet는 기계 학습을 사용하여 정신 건강 관리의 디지털 제공을 협력하고 조정한다.
한국은 인터넷과 게임 장애에 대한 공중 보건 노력을 담당하는 8개 정부 부처를 두고 있다, 2018년 Prevention Science에 발표된 리뷰 기고문에서 "한국 정부는 특히 미국, 서유럽과는 대조적으로, 예방 노력의 최전선에 섰다는 점에서 독특하다"고 기술했다.오페라, 오세아니아."" 과학기술정보통신부가 협력하고 있으며, 인식 캠페인, 교육 개입, 청소년 상담 센터, 건전한 온라인 문화 증진 등이 여기에 포함된다."
Apple Inc.의 두 기관 투자자인 JANA Partners LLC와 CalSRS는 2018년에 "휴대폰에 소비되는 시간과 콘텐츠를 모두 청소년에게 맞출 필요가 있다"고 말했다. 그들은 규제 기관과 소비자들이 잠재적으로 그렇게 하도록 강요하기 전에 애플사에 조치를 취할 것을 요구했다. Apple Inc.는 "항상 아이들을 돌보고, 아이들에게 영감을 주고, 즐겁게 해주며, 교육시키는 동시에 부모들이 온라인에서 아이들을 보호하는 강력한 제품을 만들기 위해 열심히 노력한다"고 응답했다. 그 회사는 그들이 젊은이들의 건강과 관련하여 선구적인 역할을 할 수 있을 것이라고 주장한 새로운 특징들을 계획하고 있다.
일본 총무성은 문제가 있는 인터넷 사용 및 게임 장애와 관련하여 일본의 공중 보건 노력을 조정한다. 입법적으로, 청소년을 위한 안전하고 안전한 인터넷 사용을 제공하는 환경 개발에 관한 법률이 제정되어, 대중의 인식 운동을 촉진하고, NGO가 청소년들에게 안전한 인터넷 사용 기술을 가르치기 위한 지원을 하고 있다.

## 같이 보기
- 인스타그램

## 관련 문헌
- Alter, Adam (2017). 《Irresistible : the rise of addictive technology and the business of keeping us hooked》. New York: Penguin Press. ISBN 978-0-7352-2284-7. OCLC 990286417.
- Bartlett, Vanessa; Bowden-Jones, Henrietta (2017). 《Are we all addicts now? : digital dependence》. Beales, Katriona, MacDonald, Fiona. Liverpool: Liverpool University Press. ISBN 978-1-7869-4081-0. OCLC 988053669.
- Young, Kimberly; de Abreu, Cristiano Nabuco (2017). 《Internet addiction in children and adolescents : risk factors, assessment, and treatment》. New York: Springer Publishing Company. ISBN 978-0-8261-3373-1. OCLC 988278461.